# Александър Галич
Алекса́ндър Арка́диевич Га́лич (истинска фамилия Ги́нзбург; роден на 19 октомври 1918, в Екатеринослав и починал на 15 декември 1977, в Париж) е руски поет и писател, сценарист, драматург, бард, автор и изпълнител на собствени, авторски песни. Галич е литературен псевдоним, образуван от буквите на фамилията – „Г“, собственото име – „Ал“ и окончанието на бащиното име – „ич“.

## Биография
Александър Гинзбург е роден на 19 октомври 1918 г. в Екатеринослав (сега Днипро) в интелигентско еврейско семейство. Бащата – Арон Самойлович Гинзбург е икономист, а майката – Фейга (Фанни, Фаина) Борисовна Векслер – е работила в консерватория. Дядото, Самуил Гинзбург, е бил известен в града лекар педиатър, а чичо му е литературоведът Лев Самойлович Гинзбург (1879—1933. По-малкият брат на Галич е кинооператорът Валерий Гинзбург.

## Творческо развитие

### Творческо начало: драматургия
В ранния период на своето творчество Галич пише няколко театрални пиеси – „Улица мальчиков“ (1946), „Вас вызывает Таймыр“ (в съавторство с К. Ф. Исаев) (1948, по тази пиеса през 1970 г. е направен филм), „Пути, которые мы выбираем“ (или „Под счастливой звездой“, 1954), „Походный марш“ (или „За час до рассвета“, 1957), „Пароход зовут „Орлёнок“„ (1958), „Много ли человеку надо“, а също и сценарии за филмите „Верные друзья“ (1954) (съвместно с К. Ф. Исаев), „На семи ветрах“ (1962), „Дайте жалобную книгу“ (1964), „Государственный преступник“ (1964), „Третья молодость“ (1965), „Бегущая по волнам“ (1967).
Пиесата „Матросская тишина“, написана през 1958 г. за откриването на театъра „Современник“, е забранена и за първи път се е играла след смъртта на Галич едва през 1988 г. Постановката е на известния руски артист и режисьор Олег Табаков.

### Стихотворения и авторски песни
От края на 50-те години на миналия век Галич започва да съчинява авторски песни, изпълнявайки ги със собствен акомпанимент на седемструнна китара. Стъпвайки в известна степен на традициите на руския романс, създаден от Александър Вертински, Галич става един от най-ярките представители на руската авторска песен (наред с Владимир Висоцки и Булат Окуджава). С появата на магнетофона и записването на песните му Галич създава собствено направление в авторската песен – така наречения речитатив на Галич.
По-ранните си песни от 1940 – 1950-те години Галич не е включвал в издания и не са запазени магнетофонни записи. Първите му записани песни – „Леночка“ (1959), „Про маляров, истопника и теорию относительности“ („За физиците“) и „Закон природы“ (и двете през 1962) – макар и относително безобидни в политическо отношение, все пак били в рязък контраст с официалната съветска естетика. Така започва обратът в творчеството на иначе добре известния съветски литератор. Допълнително за това е помогнала и историята с несъстоялата се премиера на пиесата на Галич „Матросская тишина“, за театъра „Современник“. Пиесата е била забранена заради мнението на управляващите в СССР, че Галич представя антисъветски ролята на евреите във Втората световна война.

### Конфликт с властите в СССР
Неговите песни с времето стават все повече социални и с остра политическа сатира на съществуващия комунистически строй. Характерен пример за такава песен е „Червеният триъгълник“. Това довежда до конфликта на Галич с властите в СССР.
През март 1968 г. в Новосибирск се провежда фестивал на авторската песен, организиран от клуба „Под интегралом“. На фестивала се провежда единственият публичен концерт на Александър Галич в СССР, на който той изпълнява песента „Памяти Пастернака“.
През 1969 г. издателство „Посев“ издава книга с неговите песни. Това служи като повод за изключването му от Съюза на писателите (1971) и от Съюза на кинематографистите и от Литфонда (1972). Забранена е пиесата „Матросская тишина“ (1957), и е забранен за публикации в официалния съветски печат (1968, за участие във Фестивала на бардовете в Новосибирск). На Галич е забранено да прави публични концерти, да публикува и да издава плочи. Съществува пълна забрана за каквато и да е творческа професионална дейност.
Член-кореспондент на дисидентския Комитет по правата на човека в СССР (1970—1973).

### Изгнание и смърт
След като през 1971 г. Галич е изключен от Съюза на писателите на СССР, член на който е от 1955 г. (на това събитие е посветена песента „От беды моей пустяковой“), а през 1972 г. – от Съюза на кинематографистите, в който е от 1958 г., през същата тази 1972 г. получава трети инфаркт. Галич получава втора група инвалидност и месечна пенсия от 54 рубли.
През 1974 г. Галич е принуден да емигрира. В детайли източниците за това се разминават. Съгласно едната версия той заминава в Норвегия за участие в семинар върху творчеството на Станиславски, но веднага след пресичането на границата е лишен от съветско гражданство. Според другата – емигрира с виза за Израел.
На 22 октомври 1974 г. с постановление на Главното управление по делата на литературата и издателствата (абревиатура – Главлит) съгласувано с ЦК на КПСС всичките негови по-рано издадени произведения са забранени в СССР.
Отначало се установява в Норвегия, а след това в Мюнхен, където известно време работи в американското радио „Свобода“. По-късно Галич се установява в Париж, където загива на 15 декември 1977 г. от токов удар при включване на антената към телевизора.
Съществува версия, че това е било убийство, поръчано от КГБ, подобно на убийството на българския писател дисидент Георги Марков.
На следващия ден след кончината на Галич в два московски театъра – на Таганка и „Современник“ – по време на антрактите са проведени митинги в негова памет.
Александър Галич е погребан в Париж на руското гробище Сент-Женевиев-де-Буа (фр. cimetière communal de Sainte-Geneviève-des-Bois).
На 12 май 1988 г. Александър Галич е посмъртно възстановен в Съюза на кинематографистите, а на 15 май 1988 г. – в Съюза на писателите. През лятото на 1993 г. е възстановено руското гражданство на Александър Галич.

## Произведения на Галич

### Книги
1. Галич А. Песни. Франкфурт на Майне: Посев, 1969, 132 с.
2. Галич А. Когда я вернусь. Полное собрание стихов. 1977 г. – съставена, 1989 г. – издадена в СССР.
3. Галич А. Петербургский романс. Художественная литература, 1989.
4. Галич А. Возвращение: Стихи, песни, воспоминания. Ленинград: Музыка, 1990, 320 с. ISBN 5-7140-0404-3
5. Галич А. Генеральная Репетиция. Советский писатель, 1991 ISBN 5-265-02168-X
6. Галич А. Песни. Стихи. Поэмы. Киноповесть. Пьеса. Статьи. У-Фактория, 1998 ISBN 5-89178-073-9
7. Галич А. Верные друзья. Екатеринбург: У-Фактория, 1998.
8. Галич А. Возвращается вечером ветер. М.: Эксмо, 2003, 610 с. ISBN 5-699-03971-6, 5-699-04102-8
9. Галич А. Матросская тишина. М.: Эксмо, 2005, 640 с. ISBN 5-699-11862-4
10. Галич А. Стихотворения и поэмы. 2006, 384 с. ISBN 5-7331-0305-1
11. Галич А. Облака / Съставител Н. Г. Крейтнер. СПб.: Азбука (Российская поэзия), 2008, 208 с. ISBN 978-5-91181-676-6

### Пиеси
1. Улица мальчиков – 1946
2. Вас вызывает Таймыр (съвместно с К. Ф. Исаев), „Огонёк“, 1948, № 22
3. Положение обязывает (съвместно с Г. Н. Мунблит), 1949
4. Походный марш, „Театр“, 1957, № 3
5. Город на заре (съвместно с А. Н. Арбузов и др.), „Театр“, 1957, № 11
6. Пароход зовут „Орлёнок“, „Современная драматургия“, 1958, № 6
7. Матросская тишина

### Сценарии за филми
1. 1951 – В степи (съвместно с П. Павленко)
2. 1954 – Верные друзья (съвместно с К. Ф. Исаев)
3. 1955 – Упрямое тесто (анимационен филм) (съвместно с А. Зубов)
4. 1956 – Сердце бьётся вновь
5. 1958 – Мальчик из Неаполя (анимационен филм) по приказка на Джани Родари
6. 1960 – Трижды воскресший
7. 1962 – На семи ветрах
8. 1962 – Летающий пролетарий (анимационен филм)
9. 1964 – Государственный преступник
10. 1964 – Дайте жалобную книгу
11. 1965 – Третья молодость (съветско-френски филм)
12. 1967 – Бегущая по волнам (българо-съветско филм)
13. 1968 – Русалочка (анимационен филм)
14. 1970 – Вас вызывает Таймыр (съвместно с К. Ф. Исаев)
15. 1976 – Когда я вернусь (документальный, реж. Гольдин, Рафаил Юльевич. Норвегия)
16. 1982 – Приключения волшебного глобуса или проделки ведьм (анимационен филм)
17. 2004 – Папа (Филм по мотиви от пиесата на Галич „Матросская тишина“)

### Дискография
1. „A whispered cry“ („Крик шёпотом“) – sung in russian by Alexander Galitch. Recorded in 1974 at The Arne Bendiksen Studios, Oslo, Norway.(1974)
2. „Неизданные песни руских бардов“ Produced by Hed-arzi ltd., Israel (1974)
3. „Galich in Israel – Holocaust Songs Russian“ (Live Concert version, 1975). „Александр Галич в Израиле – Русские Песни Холокоста“ (концертная версия записи, ноябрь 1975). „GALTON“ Studios. Manufactured By Gal-Ron (Israel).
4. „Alexander Galich – Cheerful Talk“ (Live Concert version, 1975). „Веселый разговор“ (запись из Концертного Зала им. Фредерика Манна в Тель-Авиве, декабрь 1975). „GALTON“ Studios (Ramat-Gan), 220390, STEREO 5838. Manufactured By Gal-Ron (Israel).
5. „Alexander Galich – The laughter throught the tears“ („Смех сквозь слёзы“). Fortuna, Made in USA (1981-?)
6. Александр Галич (1989, фирма „Мелодия“, 2хLp)
7. Память (Фирма Мелодия, CD, 1994)
8. Песок Израиля (Частные издания, 1995)
9. Внутренняя эмиграция (Российский диск, 1995)
10. Русские плачи (Апрелевка Саунд Продакшн, 1996)
11. Разговор с музой. На реках вавилонских (Апрелевка Саунд Продакшн, CD, 1996)
12. Разговор с музой. Женские песни (Апрелевка Саунд Продакшн, CD, 1996)
13. Разговор с музой. Поэма о Сталине (Апрелевка Саунд Продакшн, CD, 1996)
14. Разговор с музой. Облака плывут в Абакан (Апрелевка Саунд Продакшн, CD, 1996)
15. Разговор с музой. Литераторские мостики (Апрелевка Саунд Продакшн, CD, 1996)
16. Разговор с музой. Песня исхода (Апрелевка Саунд Продакшн, 1996)
17. Концерты для друзей (Compact Disk Ltd., CD, 1996)
18. Ночной дозор (SoLyd Records, 1996)
19. Крик шепотом (SoLyd Records, 1996)
20. Новосибирск 1968 год (SoLyd Records, CD)
21. Песня об отчем доме (Апрелевка Саунд Продакшн)